# リピート (ACIDMANの曲)
「リピート」（Repeat）は、日本のロックバンド、ACIDMANの5thシングル。2003年7月9日発売

## 概要
CCCDでのリリース。
初回生産限定盤には「リピート」のプロモーション・クリップや、メイキング、ライブ映像、是枝裕和とのトーク・セッション、2ndアルバムのコンセプト及びアルバムまでのヒストリーなどの断片的なヒントとなる映像を収録したDVDフライヤーが付属。

## 収録曲
全曲 作詞：オオキノブオ、作曲：ACIDMAN
1. 波、白く(4:06)]
ミュージック・ビデオが制作されており、映像作品『Scene of Loop』に収録されている。
2. リピート(6:40)
20周年記念作品として制作されたベスト・アルバム『ACIDMAN 20th Anniversary Fans' Best Selection Album "Your Song"』の収録曲を決めるファン投票では、20位にランクインし収録された。このことについて大木は「自分的に一番入れたい曲だったから、ギリギリランクインしてくれてよかった。」とコメントしている[2]。
2011年に発売されたセルフカバー・アルバム『Second line & Acoustic collection II』には、ホリエアツシをゲストに迎えたアコースティックバージョン「リピート（Second line）feat.ホリエアツシ」が収録された[3]。

## 収録アルバム
波、白く
- Loop
- ACIDMAN THE BEST

リピート
- Loop
- Second line & Acoustic collection II（リピート（Second line）feat.ホリエアツシ）
- ACIDMAN THE BEST
- ACIDMAN 20th Anniversary Fans' Best Selection Album "Your Song"